# Lorraine
Lorraine (tiếng Đức: Lothringen) từng là một vùng của nước Pháp, bao gồm bốn tỉnh: Meurthe-et-Moselle, Meuse, Moselle và Vosges (theo quan điểm lịch sử, tỉnh Haute-Marne cũng nằm trong vùng), bao gồm 2.337 xã. Metz là một lỵ sở của vùng. Khu vực đô thị lớn nhất của Lorraine là Nancy, nơi từng là trụ sở của công quốc trong nhiều thế kỷ. Ngày 1 tháng 1 năm 2016, Lorraine hợp nhất với Alsace và Champagne-Ardenne để hình thành vùng mới Grand Est. Cái tên Lorraine bắt nguồn từ Vương quốc Lotharingia vào thời trung cổ (855–959), được đặt theo tên của Hoàng đế Lothaire I hoặc Vua Lothaire II. Lorraine, ban đầu là phần phía nam hoặc "phía trên" của vương quốc Lotharingia, được cai trị bởi Đế quốc La Mã Thần thánh với tên gọi Công quốc Lorraine (Lothringen) trước khi bị Vương quốc Pháp sáp nhập vào năm 1766.
Lorraine có biên giới với Đức, Bỉ và Luxembourg ở phía bắc. Trong tiếng Pháp, cư dân nam được gọi là Lorrains và cư dân nữ được gọi là Lorraines. Dân số của Lorraine là khoảng 2.356.000.

## Lịch sử
Biên giới của Lorraine đã thay đổi thường xuyên trong suốt chiều dài lịch sử. Vị trí của Lorraine khiến vùng đất trở thành một tài sản chiến lược tối quan trọng khi là ngã tư của bốn quốc gia. Cùng với các liên minh chính trị, liên minh hôn nhân và khả năng của những người cai trị qua nhiều thế kỷ để lựa chọn phe giữa Đông và Tây, đã mang lại cho Lorraine một vai trò vô cùng mạnh mẽ và quan trọng trong việc thay đổi toàn bộ lịch sử của châu Âu. Những nhà cai trị của Lorraine đã kết hôn với các gia tộc hoàng gia trên khắp châu Âu, trở thành vua và những người cai trị của Đế quốc La Mã thần thánh, Đế quốc Áo-Hung cùng nhiều quốc gia khác.
Năm 840, con trai của Charlemagne là Louis Mộ đạo qua đời. Đế quốc Carolus được chia cho ba người con trai của Louis theo Hiệp ước Verdun năm 843. Phần lãnh thổ ở giữa, được gọi là Trung Francia thuộc về tay Lothair I, trải dài từ Frisia ở miền Bắc nước Đức qua Vùng đất thấp, Đông Pháp, Bourgogne, Provence, Bắc Ý, và xuống Roma. Sau cái chết của Lothair I, Trung Francia đã bị chia làm ba bởi Hiệp ước Prüm năm 855, với phần thứ ba ở phía bắc được gọi là Lotharingia và thuộc vào tay Lothair II. Do Lotharingia nằm giữa Đông và Tây Francia, những người cai trị đã xác định vùng đất là một công quốc từ năm 870 trở đi, cho phép công quốc liên minh với các vương quốc Caroling ở phía đông hoặc phía tây để tồn tại và duy trì nền độc lập. Do đó, mặc dù Lotharingia là một công quốc trên danh nghĩa, nhưng lại hoạt động như một vương quốc độc lập.

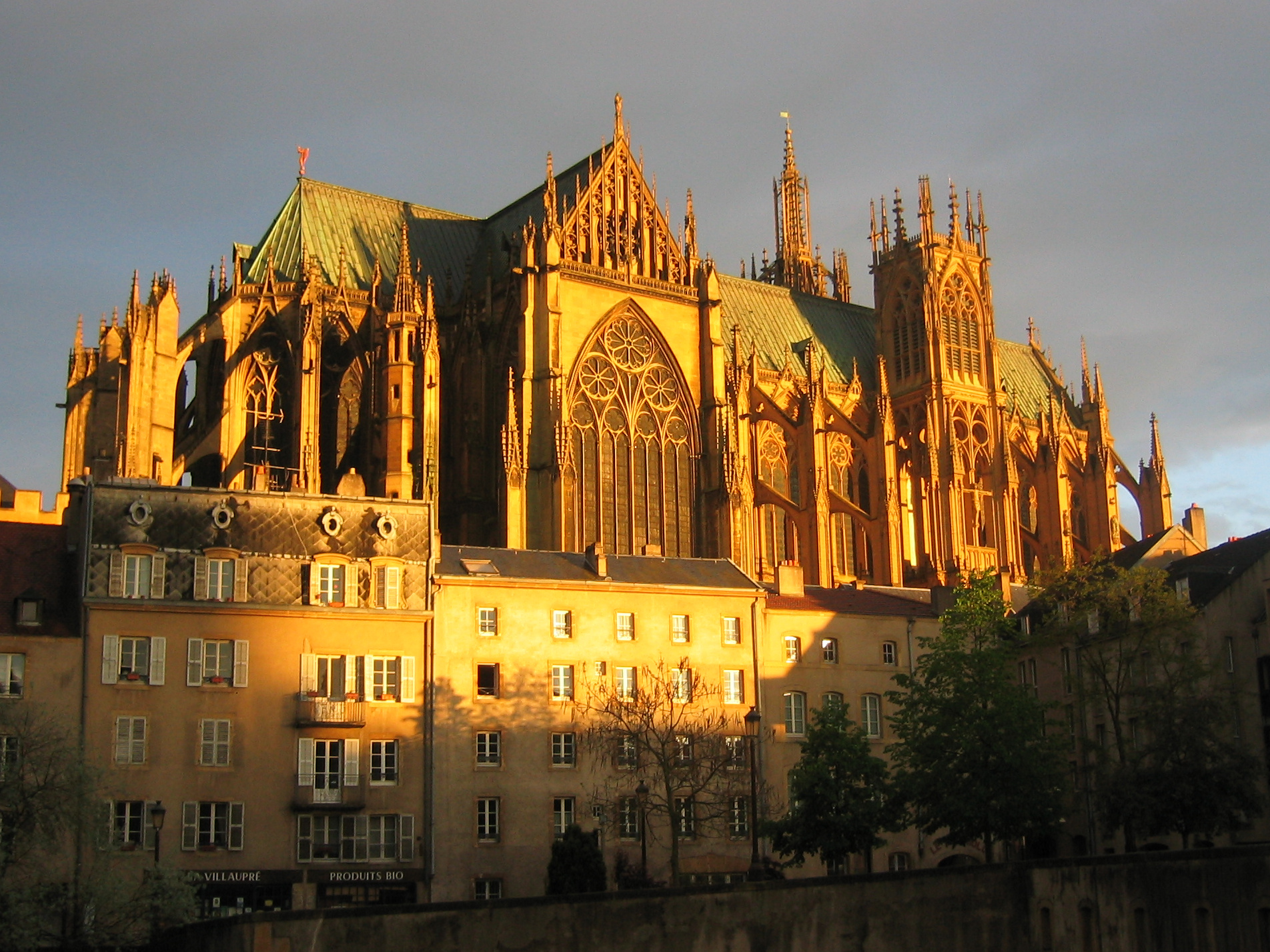
Nhà thờ Saint-Etienne tại Metz

Năm 870, Lorraine liên minh với Đông Francia trong khi vẫn duy trì quyền tự trị là một công quốc. Năm 962, khi Hoàng đế La Mã thần thánh Otto I khôi phục Đế quốc (restauratio imperii), Lorraine được gọi là Công quốc tự trị Lothringen trong Đế quốc La Mã thần thánh cho đến năm 1766, sau được sáp nhập vào Vương quốc Pháp theo luật kế vị thông qua các liên minh gia đình quý tộc phái sinh.
Việc kế vị trong những dòng họ, song song với các sự kiện lịch sử khác, sau đó sẽ khôi phục vị thế của Lorraine như là một công quốc riêng biệt, nhưng đã xảy ra tình trạng thiếu hụt lãnh đạo. Công tước Francois Stephen de Lorraine (Franz I) lên ngai vàng của Đế quốc La Mã thần thánh, và em trai ông là Công tử Charles Alexandre của Lorraine trở thành thống đốc của Hà Lan thuộc Áo. Vì lý do chính trị, ông quyết định giấu những người thừa kế không được sinh ra bởi người vợ đầu tiên Maria Anna của Áo, người đã qua đời khi ông lên ngôi.
Khoảng trống trong lãnh đạo, Cách mạng Pháp, và kết quả chính trị cùng những thay đổi phát sinh từ nhiều cuộc chiến tranh dân tộc diễn ra trong 130 năm tiếp theo, cuối cùng dẫn đến việc Lorraine trở thành một phần cố định của Cộng hòa Pháp hiện tại. Do những cuộc chiến tranh, Lorraine đã nhiều lần nằm dưới sự kiểm soát của Đức khi biên giới giữa các quốc gia thay đổi. Mặc dù những người ly khai Lorraine vẫn tồn tại trong thế kỷ 21, nhưng quyền lực và ảnh hưởng chính trị của họ là không đáng kể. Chủ nghĩa ly khai Lorraine ngày nay hướng nhiều đến việc giữ gìn bản sắc văn hóa hơn là tìm kiếm sự độc lập chính trị thực sự.

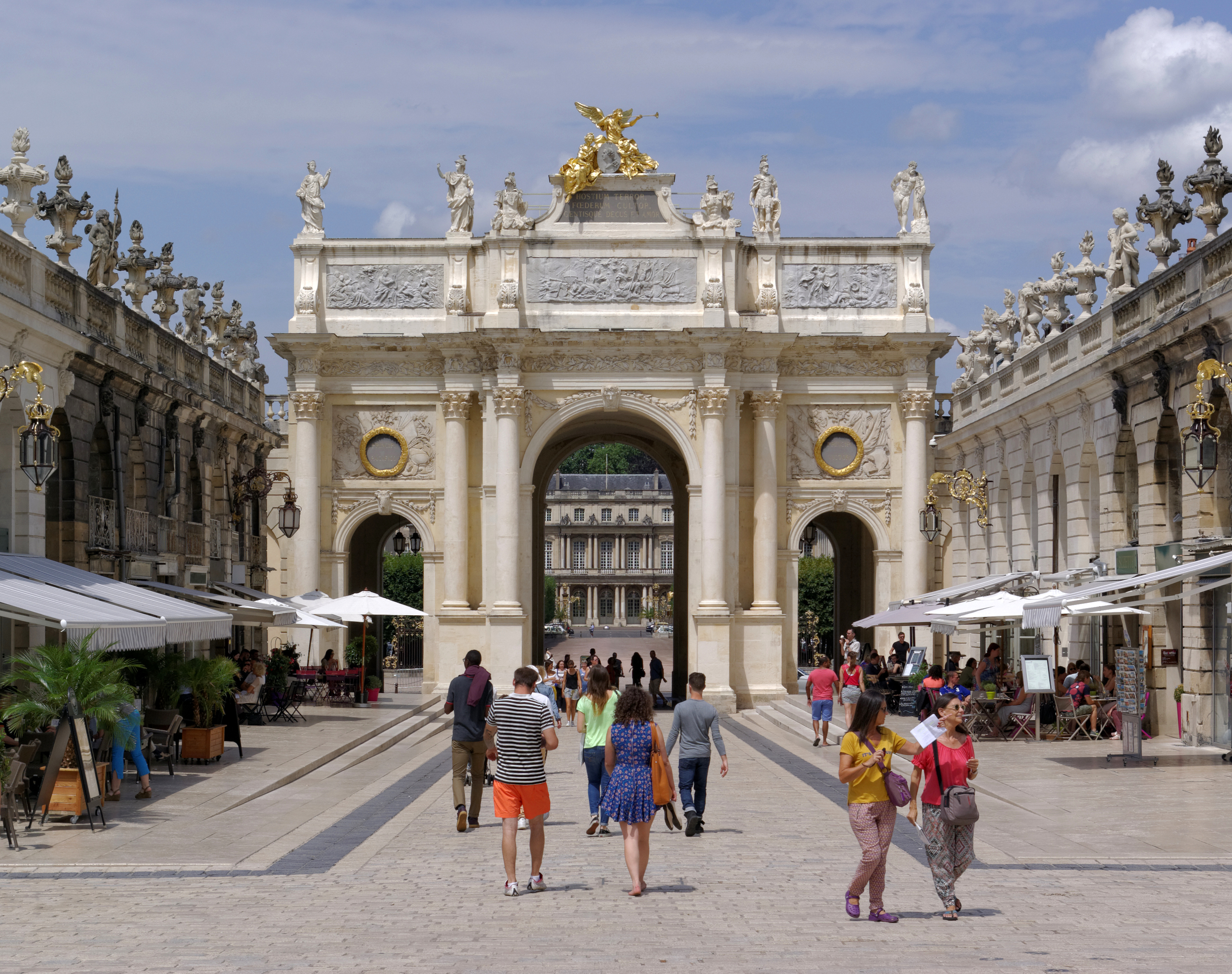
Nancy - Quảng trường Stanislas - Arc de triomphe

Với sự lãnh đạo sáng suốt và nằm ở giao điểm văn hóa Pháp và Đức, Lotharingia đã trải qua sự thịnh vượng về kinh tế, nghệ thuật và văn hóa trong suốt thế kỷ 12 và 13 dưới thời các hoàng đế nhà Staufer. Cùng với phần còn lại của Châu Âu, sự thịnh vượng này đã chấm dứt tại Lorraine vào thế kỷ 14 bởi một loạt mùa đông khắc nghiệt, mùa màng thất bát và Cái Chết đen. Trong thời kỳ Phục hưng, sự thịnh vượng đã quay trở lại Lotharingia cho đến Chiến tranh Ba mươi năm.
Pháp thừa hưởng Lorraine vào năm 1766. Do vị trí địa lý của khu vực nên dân số có sự trộn lẫn nhiều sắc dân. Miền bắc chủ yếu là nói tiếng Đức, nói tiếng Frank Lorraine và các phương ngữ tiếng Đức khác. Chủ nghĩa dân tộc tập trung mạnh mẽ chỉ mới bắt đầu thay thế hệ thống phong kiến đã hình thành nên biên giới đa ngôn ngữ, và cuộc nổi dậy chống lại sự chiếm đóng của Pháp đã ảnh hưởng đến phần lớn bản sắc ban đầu của khu vực. Năm 1871, Đế quốc Đức đã giành lại một phần của Lorraine (Bezirk Lothringen, tương ứng với tỉnh Moselle hiện nay). Tỉnh này hình thành nên một phần của bang Alsace-Lorraine mới thuộc Đế quốc Đức. Vào thời Đệ Tam Cộng hòa Pháp, phong trào phục thù phát triển để giành lại phần lãnh thổ này.
Chính quyền hoàng gia Đức không khuyến khích ngôn ngữ và văn hóa Pháp mà ủng hộ tiếng Đức cao cấp trở thành ngôn ngữ hành chính (Geschäraftsprache). Chính quyền yêu cầu sử dụng tiếng Đức trong các trường học mà họ coi hoặc chỉ định là trường nói tiếng Đức, thường là phân loại tùy ý. Tiếng Pháp chỉ được phép sử dụng trong các trường tiểu học và trung học ở các thành phố, chắc chắn được coi là Pháp ngữ, như Château-Salins và khu vực xung quanh, cũng như trong chính quyền địa phương.
Tuy nhiên sau năm 1877, giáo dục đại học, bao gồm các trường cao đẳng, đại học và chủng viện sư phạm do nhà nước điều hành, được tiến hành hoàn toàn bằng tiếng Đức. Sự thống trị của tiếng Đức và việc sử dụng một phần tiếng Pháp, mặc dù bị hạn chế, đều được đảm bảo bởi hiến pháp Alsace-Lorraine năm 1911. Trong khi nhiều địa danh của từ nguyên tiếng Đức ở Lorraine đã được điều chỉnh theo tiêu chuẩn tiếng Đức cao (được "Đức hóa"), một số địa danh Pháp ngữ chính thống vẫn giữ nguyên. Tuy nhiên, trong thời kỳ Đức Quốc xã chiếm đóng từ năm 1940 đến năm 1944, chính phủ đã áp dụng các bản dịch tiếng Đức để thay thế các tên tiếng Pháp. Ví dụ, Château-Salins được gọi là Salzburg ở Lothringen.
Trong Trận chiến biên giới diễn ra vào đầu Thế chiến thứ nhất, Tập đoàn quân số 1 Pháp đã xâm lược Lorraine và chiếm đóng Mulhouse trong thời gian ngắn. Tuy nhiên, Tập đoàn quân số 6 Đức dưới sự chỉ huy của Thái tử Rupprecht của Bayern đã phản công và buộc quân Pháp phải rút lui tại các trận Sarrebourg và Morhange. Lorraine chịu lệnh thiết quân luật, gần Mặt trận phía Tây ở đông bắc nước Pháp và phải chịu đựng cuộc khủng hoảng người tị nạn trong suốt thời gian còn lại của cuộc chiến. Dân chúng nổi dậy chống lại sự cai trị của Đức bằng cách tham gia vào Cách mạng Đức năm 1918–1919 và chào đón quân đội Pháp vào khu vực vài ngày sau đó.
Trong Hòa ước Versailles năm 1919, Cộng hòa Weimar đã phải chịu tổn thất nghiêm trọng về lãnh thổ sau Thế chiến thứ nhất, bao gồm cả phần lãnh thổ Lorraine vốn là một phần của Alsace-Lorraine. Ngoại trừ việc bị Đức Quốc xã sáp nhập trên thực tế như một phần của Gau Westmark trong Thế chiến thứ hai, Lorraine kể từ đó vẫn là một phần của Pháp. Trong cuộc chiến, Thánh giá Lorraine là biểu tượng của Pháp quốc Tự do.

## Sự phát triển của biên giới trong lịch sử hiện đại

Khu vực hành chính của Lorraine lớn hơn công quốc Lorraine vào thế kỷ 18, nơi dần thuộc chủ quyền của Pháp từ năm 1737 đến 1766. Khu vực hiện đại bao gồm các tỉnh và khu vực vốn tách biệt với công quốc Lorraine trong lịch sử, đó là:
- Barrois
- Ba Giáo phận: các lãnh thổ không liền kề tiếp giáp xung quanh Metz, Verdun và Toul, được tách ra khỏi Đế quốc La Mã thần thánh vào thế kỷ 16 và nằm dưới chủ quyền của Pháp.
- Một số thân vương quốc nhỏ, vẫn là một phần của Đế quốc La Mã thần thánh vào thời điểm diễn ra Cách mạng Pháp.

Một số nhà sử học coi tỉnh Lorraine truyền thống chỉ giới hạn trong công quốc Lorraine, trong khi những người khác cho rằng nó bao gồm cả Barrois và Ba Giáo phận. Công quốc Lorraine ban đầu là công quốc Thượng Lorraine, và không bao gồm toàn bộ khu vực kể từ khi được gọi là Lorraine.
Trường hợp của Barrois phức tạp nhất, khi phần phía tây của Barrois (phía tây Meuse), được gọi là Barrois mouvant, đã bị tách ra khỏi phần còn lại của Barrois vào đầu thế kỷ 14 và được chủ quyền của Pháp tiếp quản. Phần lớn nhất của Barrois (phía đông sông Meuse) là Công quốc Bar, một phần của Đế quốc La Mã thần thánh. Vào thế kỷ 15, công quốc được hợp nhất với Công quốc Lorraine bởi cuộc hôn nhân của Công tước xứ Bar René xứ Anjou với Isabelle, con gái của Công tước xứ Lorraine. Do đó, các công quốc Bar và Lorraine đã hợp nhất trong liên minh cá nhân dưới cùng một công tước, mặc dù về mặt hình thức, chúng vẫn tách biệt cho đến khi được sáp nhập và hợp nhất vào Vương quốc Pháp vào năm 1766.

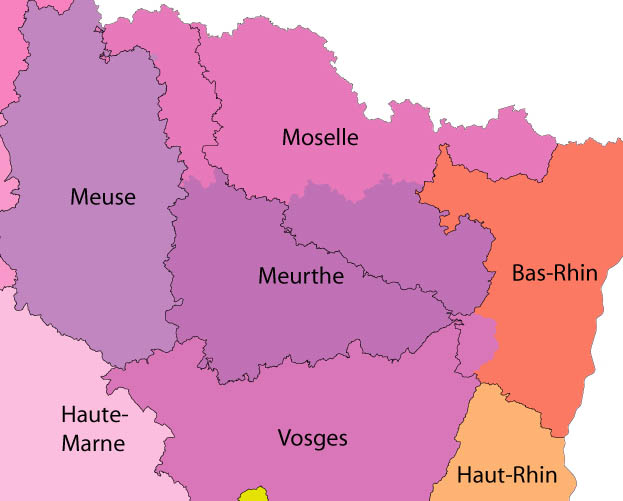
Lorraine vào năm 1870

Trong Cách mạng Pháp, bốn tỉnh đã được tạo ra từ các phần chính của các lãnh thổ Barrois, Ba Giáo phận và Công quốc Lorraine:
- Meuse
- Meurthe
- Moselle
- Vosges.

Sau năm 1870, một số phần của Moselle và Meurthe trở thành một phần của Đức. Trong số các phần còn lại, Pháp thành lập một tỉnh mới có tên là Meurthe-et-Moselle. Sau năm 1918 và Thế chiến thứ nhất, Pháp lại tiếp tục kiểm soát Moselle.
Khi Pháp thành lập các khu vực hành chính vào giữa thế kỷ 20, Meurthe-et-Moselle, Meuse, Moselle và Vosges được quyết định sáp nhập vào một vùng duy nhất được gọi là Lorraine.

## Địa lý

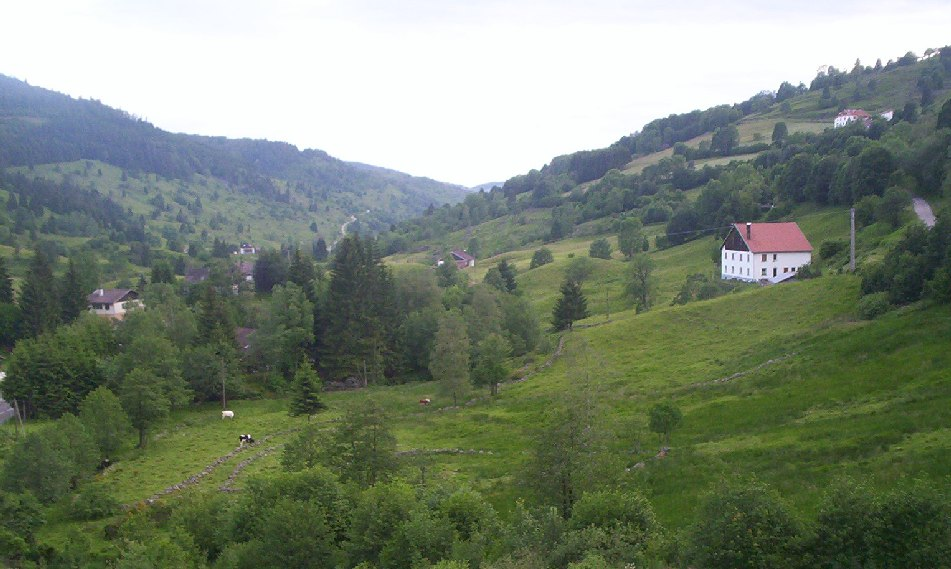
Thung lũng Chajoux

Lorraine là khu vực duy nhất của Pháp có biên giới với ba quốc gia khác: Bỉ (Wallonie), Luxembourg và Đức (Saarland, Rheinland-Pfalz). Lorraine cũng giáp với các vùng Franche-Comté, Champagne-Ardenne của Pháp, đôi khi là một phần của Lorraine (Lotharingia) và Alsace trong lịch sử.
Hầu hết các khu vực tạo thành một phần của lòng chảo Paris, với một địa hình cao nguyên bị cắt bởi các thung lũng sông tạo thành cuesta theo hướng bắc-nam. Phần phía đông sắc nét hơn với Vosges. Nhiều dòng sông chảy qua Lorraine, bao gồm Moselle, Meurthe và Meuse. Hầu hết trong số đó nằm trên lưu vực thoát nước sông Rhein.
Lorraine có khí hậu đại dương chịu ảnh hưởng của khí hậu lục địa.

## Kinh tế
Với 44 tỷ euro (năm 2000), Lorraine tạo ra 3,4% GDP của Pháp. Mặc dù đứng thứ 11 về dân số, nhưng Lorraine lại đứng thứ 8 về GDP trong số 22 vùng của Pháp, khiến nơi đây trở thành một trong những vùng có sản lượng kinh tế bình quân đầu người hàng đầu cả nước, cùng với Alsace và Île-de-France (Paris). Các ngành dịch vụ và hậu cần đã trải qua sự tăng trưởng mạnh nhất trong những năm gần đây. Các ngành công nghiệp truyền thống (dệt may, khai thác mỏ, luyện kim) đã suy giảm do tái cấu trúc và chuyển một số việc làm ra nước ngoài. Do đó, khu vực này đã phải đối mặt với tình trạng thất nghiệp gia tăng, mặc dù tỷ lệ vẫn nằm ở dưới mức trung bình toàn quốc. Năm 1997, mỏ quặng sắt cuối cùng ở Lorraine, nơi từng sản xuất hơn 50 triệu tấn sắt đã bị đóng cửa.
|                                    | Lorraine     | Pháp             |
| ---------------------------------- | ------------ | ---------------- |
| GDP năm 2000                       | 44.3 tỉ Euro | 1,816 tỉ tỉ Euro |
| Nông nghiệp                        | 2.5%         | 2.8%             |
| Công nghiệp                        | 30.7%        | 25.6%            |
| Dịch vụ                            | 66.8%        | 71.6%            |
| Tỉ lệ thất nghiệp tháng 6 năm 2000 | 8.4%         | 9%               |

## Ngôn ngữ và văn hóa

### Ngôn ngữ

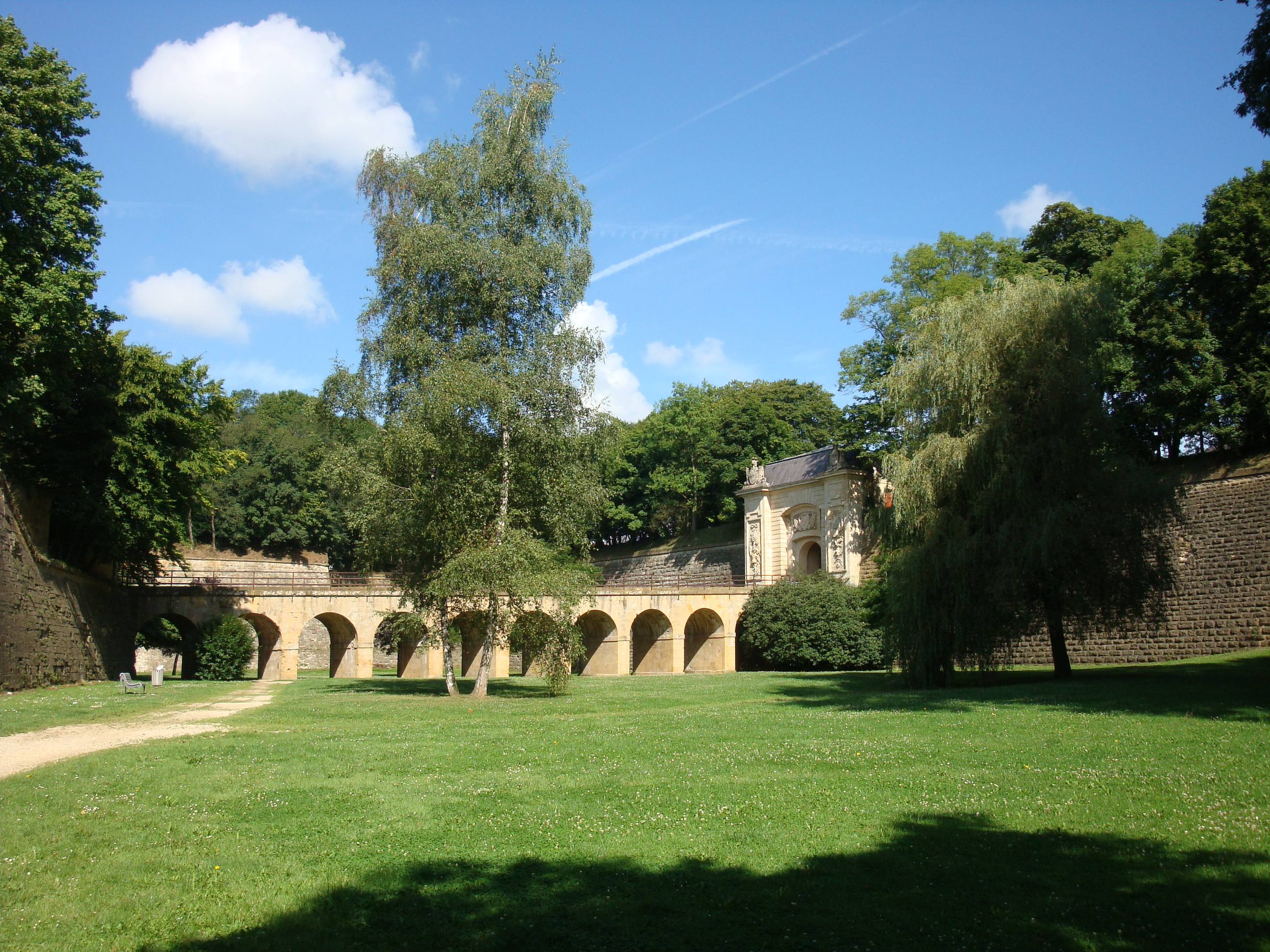
Pháo đài ở Longwy, được UNESCO ghi vào Danh sách Di sản Thế giới như là một phần của Pháo đài Vauban

Hầu hết các khu vực ở Lorraine có bản sắc Pháp rõ ràng, ngoại trừ khu vực phía đông bắc, ngày nay gọi là Moselle, trong lịch sử có dân số nói tiếng Đức.
Năm 1871, Otto von Bismarck đã sáp nhập khoảng một phần ba vùng Lorraine ngày nay vào liên bang mới của Đế quốc Đức sau chiến thắng quyết định trong Chiến tranh Pháp-Phổ. Phần thứ ba bị tranh chấp này có nền văn hóa không dễ phân loại là văn hóa Pháp hay Đức, vì cả phương ngữ Rôman và tiếng Đức đều được sử dụng ở đây. Giống như nhiều vùng biên giới khác, Lorraine là sự pha trộn của nhiều dân tộc và phương ngữ không thể hiểu lẫn nhau với tiếng Pháp hoặc tiếng Đức chuẩn (xem ranh giới ngôn ngữ của Moselle).

Theo truyền thống, Lorraine có hai ngôn ngữ bản địa. Đầu tiên là tiếng Lorrain, một ngôn ngữ Rôman thiểu số đang bị suy tàn được nói ở phía đông nam Lorraine. Thứ hai là phương ngữ Đức của tiếng Frank Lorraine, một nhóm gồm ba phương ngữ tiếng Frank tồn tại độc lập ở phía bắc và phía tây Lorraine. Chúng được gọi chung là Plàtt trong tiếng Frank hoặc francique, platt (lorrain) trong tiếng Pháp (không nhầm lẫn với tiếng Lorrain, ngôn ngữ Rôman). Hiện nay chủ yếu là ở vùng nông thôn và biệt lập, các phương ngữ này dần trở nên khác nhau giữa các vùng, mặc dù chúng có thể hiểu lẫn nhau. Tiếng Frank Lorraine khác với tiếng Alsace lân cận ở phía nam, mặc dù hai ngôn ngữ thường bị nhầm lẫn. Không ngôn ngữ nào được coi là ngôn ngữ chính thức ở nơi chúng được sử dụng, nhưng tiếng Alsace được sử dụng rộng rãi hơn nhiều.

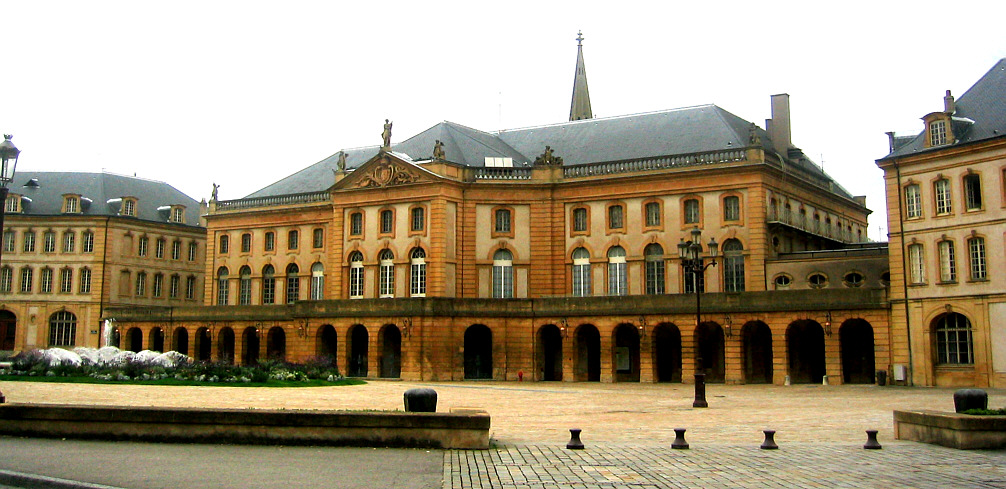
Opéra-Théâtre de Metz Métropole

Về mặt kỹ thuật, Frank Lorraine là thuật ngữ bao hàm tất cả ba phương ngữ trong lịch sử: Tiếng Luxembourg, Frank Mosel và Frank Rhein. Mỗi ngôn ngữ giống với các phương ngữ được nói tại vùng Rheinland lân cận của nước Đức.
Giống như hầu hết các ngôn ngữ địa phương của Pháp (ví dụ như tiếng Basque, Breton, Flemish Tây, Catalan, Provençal và Alsace gần giống với phương ngữ của vùng Lorraine lân cận), tiếng Lorrain và Frank Lorraine đã phần lớn được thay thế bằng tiếng Pháp. Trong hơn một thế kỷ, các chính sách dân tộc của chính quyền trung ương yêu cầu trường công lập chỉ được giảng dạy bằng tiếng Pháp. Tuy nhiên hiện nay, đã có nhiều nỗ lực được thực hiện để hồi sinh tiếng Frank Lorraine. Những nỗ lực gần đây bao gồm việc sử dụng các biển báo song ngữ ở các khu vực nói tiếng Frank và các lớp học tiếng Frank cho trẻ nhỏ có cha mẹ không còn nói được ngôn ngữ của tổ tiên.

### Thánh giá Lorraine

Thánh giá Lorraine

Trong Thế chiến thứ hai, thánh giá được chọn làm biểu tượng chính thức của Lực lượng Pháp Tự do (tiếng Pháp: Forces Françaises Libres, hay FFL) dưới thời Charles de Gaulle. Capitaine de corvette Georges Thierry d'Argenlieu đã đề xuất lấy Thánh giá Lorraine làm biểu tượng của Pháp quốc tự do.
Trong Sắc lệnh số 2 ngày 3 tháng 7 năm 1940, phó đô đốc Émile Muselier, chỉ huy lực lượng hải quân và không quân của Pháp quốc tự do trong hai ngày, đã tạo ra lá cờ mang màu cờ của Pháp với Thánh giá Lorraine màu đỏ, cùng với một huy hiệu cũng có hình Thánh giá Lorraine.
De Gaulle được tưởng niệm tại ngôi làng quê hương Colombey-les-Deux-Églises bằng một cây thánh giá Lorraine cao 44,3 mét (145 feet).

### Ẩm thực
Việc sử dụng khoai tây ở Lorraine có thể được bắt nguồn từ năm 1665. Khoai tây được nhập khẩu từ Nam Mỹ vào châu Âu, và được sử dụng trong nhiều món ăn truyền thống của vùng, chẳng hạn như món potée lorraine. Khoai tây Breux, lấy tên từ ngôi làng Breux ở phía bắc sông Meuse, được coi là có chất lượng tuyệt vời do điều kiện hoàn hảo của khu vực canh tác.

Thịt xông khói cũng là một nguyên liệu truyền thống của ẩm thực Lorraine. Nó được sử dụng trong các món ăn truyền thống của vùng, bao gồm cả món quiche Lorraine nổi tiếng. Mận mirabelle là trái cây biểu tượng của Lorraine, được sử dụng trong bánh nướng và các món tráng miệng khác, cũng như trong đồ uống có cồn.

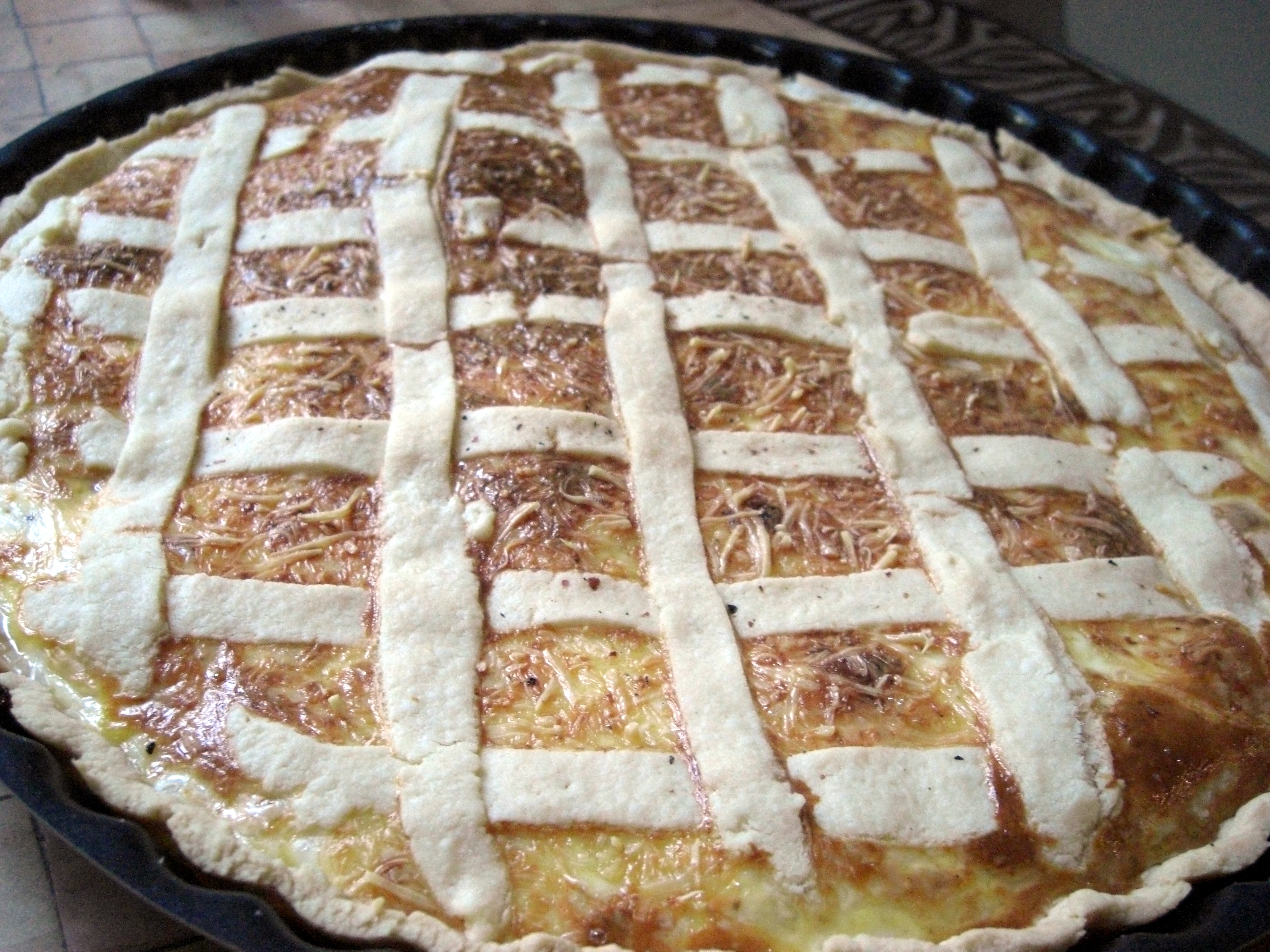
Quiche lorraine

Các món ăn truyền thống của vùng bao gồm:
- Quiche Lorraine
- Pâté lorrain (thịt lợn băm nhỏ và thịt bê ướp với rượu vang trắng và nướng trong bánh phồng)
- Potée lorraine (món hầm gồm thịt hun khói và xúc xích, với bắp cải, khoai tây và các loại rau củ khác)
- Andouille (xúc xích lòng)

Các loại pho mát truyền thống của Lorraine bao gồm các loại: Carré de l'Est, Brouère, Munster-géromé, Tourrée de l'Aubier.
Các món tráng miệng của vùng bao gồm: bánh madeleine, bánh macaron, bánh rum baba, kem Plombières, các công thức làm bánh nướng khác nhau (bánh brimbelles bilberry, mận mirabelle, đại hoàng, quark,...). Christstollen cũng phổ biến tại Lorraine trong mùa Giáng sinh.
Trà và cà rốt được sử dụng ở Lorraine. Nguồn gốc của truyền thống đó xuất phát từ thời trung cổ, khi các hiệp sĩ sẽ thưởng thức trà đen và cà rốt xốp địa phương (biệt danh Karotewasser ở Đức); họ sẽ nhúng cà rốt vào chất lỏng để ngâm trà. Về mặt y tế, giờ đây mọi người hiểu rằng có những lợi ích sức khỏe từ việc tiêu thụ các chất chống oxy hóa của trà và beta carotene của cà rốt.

### Đồ uống
- Rượu vang: Loại rượu vang nổi tiếng nhất của vùng là Côtes de Toul. Có những vườn nho ở thung lũng Moselle, thung lũng Seille, thung lũng Metz và thung lũng Sierck.
- Bia: Về mặt lịch sử, Lorraine là nơi có nhiều nhà máy bia. Nhà máy bia Champigneulles, được thành lập vào ngày 20 tháng 6 năm 1897, là nhà máy bia quy mô lớn cuối cùng còn sót lại. Năm 2016, đây là nhà sản xuất bia lớn thứ hai tại Pháp sau Kronenbourg.[12]

### Truyền thống
Lorraine có một di sản Công giáo La Mã. Hầu như mọi ngôi làng đều có một nhà thờ, thường tồn tại hàng thế kỷ, mặc dù nhiều ngôi làng đã không còn linh mục. Tiếng chuông nhà thờ theo truyền thống rung lên để báo hiệu giờ Kinh Truyền Tin (và thường thu phí theo giờ). Theo truyền thống, họ không đổ chuông vào Tuần Thánh trước lễ Phục Sinh. Thay vào đó, trẻ em trong làng chơi trò đánh trống và hô vang: C'est l'Angélus! (Đó là giờ kinh Truyền Tin). Sau lễ Phục sinh, trẻ em sẽ đi từng nhà và nhận những món quà nhỏ để cảm ơn sự phục vụ của mình.
Sinterklaas được tổ chức ở Lorraine, nơi ông được được gọi là "Thánh Nicolas". Hàng năm, có hơn 150.000 người tụ tập trên đường phố Nancy để chúc mừng Sinterklaas.

### Nhà ở
Ngoại trừ khu định cư phân tán ở dãy núi Vosges, các trang trại truyền thống có những ngôi nhà liên kết, tạo thành những ngôi làng tuyến tính. Chúng được xây dựng khá xa so với đường. Khu vực giữa ngôi nhà và đường được gọi là l'usoir. Cho đến những năm 1970, usoir được sử dụng để lưu trữ các công cụ làm nông, củi hoặc phân bón. Ngày nay, khu vực này thường được sử dụng làm vườn hoặc làm bãi đậu xe.
Nội thất của Lorraine đã phát triển một bản sắc riêng sau Chiến tranh Ba Mươi Năm: "phong cách Lorrain".

## Các thành phố lớn
- Épinal
- Forbach
- Lunéville
- Metz
- Montigny-lès-Metz
- Nancy
- Saint-Dié-des-Vosges
- Sarreguemines
- Vandœuvre-lès-Nancy
- Thionville

## Động vật và thực vật

### Động vật
- Linh miêu Á-Âu
- Cáo

### Thực vật
- Chi Tần bì
- Chi Cử
- Chi Hoàng dương
- Ngành Dương xỉ
- Chi mỏ hạc
- Linh lan
- Chi Phong
- Xô thơm
- Chi Vân sam
- Cây trăn
- Mận Mirabelle
- Kế sữa

## Những người nổi tiếng

### Văn học và nghệ thuật
- Jacques Callot (1592–1635)
- Claude Lorrain (Claude Gellée) (1600–1682)
- Émile Erckmann (1822–1899)
- Alexandre Chatrian (1826–1890)
- Paul Verlaine (1844–1896)
- Émile Jules Gallé (1846–1904)
- Jules Bastien-Lepage (1848–1884)
- Eugène Vallin (1856–1922)
- Émile Durkheim (1858–1917)
- Victor Prouvé (1858–1943)
- Louis Majorelle (1859–1926)
- Lucien Weissenburger (1860–1929)
- Émile Friant (1863–1932)
- Paul Charbonnier (1865–1953)
- Henri Bergé (1870–1937)
- Jacques Gruber (1870–1936)
- Émile André (1871–1933)
- Jean-Marie Straub (1933-)
- Bernard-Marie Koltès (1948–1989)
- Philippe Claudel (1962-)
- Georges de La Tour (1593–1652)

### Kinh tế và công nghiệp
- Albert Bergeret (1859-1932)
- Antonin (1864-1930) và Auguste Daum (1853-1909)

### Quân sự
- Godfrey de Bouillon (1060–1100)
- Georges Mouton (1770–1838)
- Jean Baptiste Eblé (1758–1812)
- Nicolas Oudinot (1767–1848)
- Joseph Léopold Sigisbert Hugo (1774–1828)
- Louis-Hubert Lyautey (1854–1934)
- Charles Mangin (1866–1925)

### Nhạc sĩ, diễn viên
- Florent Schmitt (1870–1958)
- Darry Cowl (1925–2006)
- Charlélie Couture (1956-)
- Tom Novembre (1959-)
- Patricia Kaas (1966-)

### Chính trị gia
- Raymond Poincaré
- Pierre-Louis Roederer (1754–1835)
- Jules Ferry (1832–1893)
- Raymond Poincaré (1860–1934)
- Maurice Barrès (1862–1923)
- Albert Lebrun (1871–1950)
- Robert Schuman (1886–1963)
- Jack Lang (1939–)
- Christian Poncelet (1928-)
- Aurélie Filippetti (1973-)

### Tôn giáo
- Giáo hoàng Leo IX (1002–1054)
- Jeanne d'Arc (1412–1431)
- Henri Grégoire (1750–1831)

### Khoa học
- Benoit de Maillet (1656-1738)
- Charles Messier (1730–1817)
- Jean-François Pilâtre de Rozier (1757–1785)
- Jean-Victor Poncelet (1788–1867)
- Charles Hermite (1822–1901)
- Edmond Laguerre (1834–1886)
- Henri Poincaré (1854–1912)
- Marie Marvingt (1875–1963)
- Louis Camille Maillard (1878–1936)
- Hubert Curien (1924–2005)

### Thể thao
- Michel Platini (1955–)
- Patrick Battiston (1957–)
- Morgan Parra (1988–)

### Thể loại khác
- Antoine de Ville
- Raymond Schwartz (1894–1973)
- Nicolas Chopin (1771–1844)
- Pierre Gaxotte (1895-1982)